# (16745) Zappa
(16745) Zappa es un asteroide perteneciente al cinturón de asteroides, descubierto el 9 de agosto de 1996 por el equipo del Observatorio Astronómico de San Vittore desde el Observatorio Astronómico de San Vittore, Bolonia, Italia.

## Designación y nombre
Designado provisionalmente como 1996 PF5. Fue nombrado Zappa en honor al astrónomo italiano Giovanni Zappa ayudante en el Observatorio del Colegio Romano, astrónomo adjunto en Catania, astrónomo del observatorio de Capodimonte en Nápoles y director del Observatorio de Collurania y Colegio Romano. Interesado en la astronomía clásica, calculó las órbitas de los planetas y los asteroides.

## Características orbitales
Zappa está situado a una distancia media del Sol de 2,625 ua, pudiendo alejarse hasta 3,001 ua y acercarse hasta 2,249 ua. Su excentricidad es 0,143 y la inclinación orbital 10,56 grados. Emplea 1553 días en completar una órbita alrededor del Sol.

## Características físicas
La magnitud absoluta de Zappa es 14,8.